# Ella Onojuvwevwo
Ella Onojuvwevwo, née le 25 mars 2005 à Ughelli, est une athlète nigériane spécialiste du 400 mètres.

## Biographie
En 2021, âgée de 16 ans seulement, elle remporte la médaille d'or du relais 4 × 400 m et du relais 4 × 400 m mixte lors des championnats du monde juniors de Nairobi.
L'année suivante, aux championnats d'Afrique de Saint-Pierre, elle décroche la médaille de bronze du 4 × 400 m et la médaille d'argent du 4 × 400 m mixte.
Lors des Relais mondiaux 2024 à Nassau, elle se classe 4e de l'épreuve du 4 × 400 m mixte dans laquelle l'équipe du Nigeria établit un nouveau record d'Afrique en 3 min 33 s 13. Le 10 mai 2024 à Gainesville, elle réalise la meilleure performance nigériane depuis Falilat Ogunkoya en 2001 en établissant le temps de 50 s 37 sur 400 m.
Elle obtient la médaille d'argent du relais 4 × 400 mètres mixte lors des Championnats d'Afrique d'athlétisme 2024 à Douala et l'or au 4 × 400 m.

## Palmarès
| Date | Compétition                   | Lieu         | Résultat | Épreuve         | Temps         |
| ---- | ----------------------------- | ------------ | -------- | --------------- | ------------- |
| 2021 | Championnats du monde juniors | Nairobi      | 1re      | 4 × 400 m       | 3 min 31 s 46 |
| 2021 | Championnats du monde juniors | Nairobi      | 1re      | 4 × 400 m mixte | 3 min 19 s 70 |
| 2022 | Championnats d'Afrique        | Saint-Pierre | 3e       | 4 × 400 m       | 3 min 36 s 24 |
| 2022 | Championnats d'Afrique        | Saint-Pierre | 2e       | 4 × 400 m mixte | 3 min 22 s 38 |
| 2022 | Jeux du Commonwealth          | Birmingham   | 6e       | 4 × 400 m       | 3 min 33 s 13 |
| 2024 | Relais mondiaux               | Nassau       | 4e       | 4 × 400 m mixte | 3 min 12 s 87 |
| 2024 | Championnats d'Afrique        | Douala       | 1re      | 4 × 400 m       | 3 min 27 s 31 |
| 2024 | Championnats d'Afrique        | Douala       | 2e       | 4 × 400 m mixte | 3 min 13 s 72 |

## Records
| Épreuve | Temps   | Lieu        | Date        |
| ------- | ------- | ----------- | ----------- |
| 400 m   | 50 s 57 | Gainesville | 10 mai 2024 |